# Затонь-Дольна
Затонь-Дольна (пол. Zatoń Dolna, нім. Nieder Saathen) — село в Польщі, у гміні Хойна Грифінського повіту Західнопоморського воєводства.
Населення — 84 особи (2011).
У 1975-1998 роках село належало до Щецинського воєводства.

## Демографія
Демографічна структура станом на 31 березня 2011 року:
|          | Загалом | Допрацездатний вік | Працездатний вік | Постпрацездатний вік |
| -------- | ------- | ------------------ | ---------------- | -------------------- |
| Чоловіки | 43      | 9                  | 28               | 6                    |
| Жінки    | 41      | 7                  | 24               | 10                   |
| Разом    | 84      | 16                 | 52               | 16                   |